# Denis Sauvage
Denis Sauvage (* 1520 in Fontenailles; † 1587) war ein französischer Historiograph und Übersetzer.

## Leben und Werk
Denis Sauvage, seigneur du Parc, verkehrte in Lyon mit dem Drucker Guillaume Rouillé, dem Humanisten Antoine du Moulin, dem Dichter Charles Fontaine und dem Orthographiereformer Jacques Peletier sowie in Paris mit Étienne Pasquier und Pierre de Ronsard. Er war Hof-Historiograph am Hof des Königs Heinrich II. und seiner Nachfolger. Daneben zeichnete er sich durch Übersetzungen aus dem Italienischen und dem Latein aus, die auch im 17. Jahrhundert noch geschätzt wurden.  Moderne Ausgaben fehlen.

## Werke

### Autor
- (Hrsg. und Fortsetzer) Nicole Gilles († 1503): Annales et chroniques de France… augmentees, en la fin dudict Volume, d’aucuns faictz dignes de memoire, des feuz Roys Charles, huyctieme, Francoys premier, & Henry, deuxieme du nom, jusques en l’an mil cinq cens quarante & neuf. 1549, 1553, 1562, 1566, 1571, 1573, 1585.
- (Hrsg.) Philippe de Commynes: Les Mémoires. Galiot Du Pré, Paris 1552, 1559, 1561, 1580–1581.
- (Hrsg.) Jean Froissart: Histoire et cronique. 4 Bde. Jean de Tournes, Lyon 1559–1561, 1574.
- (Hrsg.) Cronique de Flandres. Continuation de l’histoire et chronique de Flandre. 2 Bde. Roville, Lyon 1562.
- (Hrsg.) Olivier de la Marche: Mémoires. Roville, Lyon 1562.

### Übersetzer

#### Italienisch-Französisch
- Plutarch: Opuscule de Plutarque des vertueux et illustres faitz des anciennes femmes, traduit de vulgaire tuscan en nostre langue françoyse. Jeanne de Marnef, Paris 1546. (nach der italienischen Übersetzung durch Luca Antonio Ridolfi des von Alamanno Rinuccini herausgegebenen Plutarch-Textes)
- Pandolfo Collenuccio: Sommaire des histoires du royaume de Naples. Paris 1546. 1553 (mit Aktualisierung)
- Giovan Battista Gelli: La Circé. G. Rouillé, Lyon 1550.
- Leone Ebreo: Philosophie d’amour. G. Roville, Lyon 1551, 1559, 1577, 1580.

#### Latein-Französisch
- Paolo Giovio: Histoires. 2 Bde. G. Roville, Lyon 1552–1555, 1570, 1581.